# Maubeli
Maubeli is een bestuurslaag in het regentschap Timor Tengah Utara van de provincie Oost-Nusa Tenggara, Indonesië. Maubeli telt 5180 inwoners (volkstelling 2010).